# Монгё
Монгё (фр. Montgueux) — коммуна во Франции, находится в регионе Шампань — Арденны. Департамент — Об. Входит в состав кантона Сент-Савин. Округ коммуны — Труа.
Код INSEE коммуны — 10248.
Коммуна расположена приблизительно в 135 км к юго-востоку от Парижа, в 80 км южнее Шалон-ан-Шампани, в 9 км к западу от Труа.

## Население
Население коммуны на 2008 год составляло 404 человека.
| 1962 | 1968 | 1975 | 1982 | 1990 | 1999 | 2008 |
| ---- | ---- | ---- | ---- | ---- | ---- | ---- |
| 231  | 231  | 274  | 346  | 360  | 372  | 404  |

## Администрация
| Период | Период | Фамилия           | Партия | Примечания |
| ------ | ------ | ----------------- | ------ | ---------- |
| 2001   | 2008   | Ален Кюизен       |        |            |
| 2008   |        | Мари-Тереза Леруа |        |            |

## Экономика
В 2007 году среди 271 человека в трудоспособном возрасте (15—64 лет) 198 были экономически активными, 73 — неактивными (показатель активности — 73,1 %, в 1999 году было 69,9 %). Из 198 активных работали 191 человек (97 мужчин и 94 женщины), безработных было 7 (3 мужчины и 4 женщины). Среди 73 неактивных 26 человек были учениками или студентами, 29 — пенсионерами, 18 были неактивными по другим причинам.

## Достопримечательности
- Церковь Сен-Круа[фр.] (XVI век). Памятник истории с 1938 года[3]

## Фотогалерея
- Монгё
- Церковь Сен-Круа
- Мэрия